# داكوتا جاكسون
داكوتا جاكسون (بالإنجليزية: Dakota Jackson)‏ هو ساحر استعراضي أمريكي، ولد في 24 أغسطس 1949 في كوينز في الولايات المتحدة.